# Ручаёвка (Лоевский район)
Ручаёвка (бел. Ручаёўка) — агрогородок в Лоевском районе Гомельской области Беларуси. Административный центр Ручаёвского сельсовета.

## География

### Расположение
Поблизости расположены месторождения глины и торфа. В 25 км на юго-запад от Лоева, 63 км от железнодорожной станции Речица (на линии Гомель — Лунинец), 117 км от Гомеля.

### Гидрография
На юге сеть мелиоративных каналов, на востоке река Песочанка, которая впадает в озеро Лутовское, находящееся в пойме реки Днепр.

## Транспортная сеть
На автодороге Брагин — Лоев. Планировка состоит из почти прямолинейной улицы, близкой к широтной ориентации, к которой с севера присоединяется короткая улица. Застройка двусторонняя, деревянная, усадебного типа.

## История
По письменным источникам известна с начала XIX века как деревня в Речицком уезде Минской губернии. В 1850 году владение помещицы Быковской. В 1872 году построена деревянная 5-купольная Вознесенская церковь, в которой среди книг был служебник, изданный в Киеве в 1791 году, и евангелия, изданные в Москве в 1805 и 1863 годах. В 1885 году центр Ручаёвской волости, в которую входили 12 селений с 438 дворами. Согласно переписи 1897 года действовали народное училище, хлебозапасный магазин, трактир. В 1916 году начал работу телеграф.
С 26 апреля 1919 года в Гомельской губернии РСФСР. В результате погрома, который 7 февраля 1921 году учинила банда Галаки, погибли 40 жителей. 9 мая 1923 года волость ликвидирована, а территория присоединена к Лоевской и Холмечской волостям. С 8 декабря 1926 года в составе БССР, центр Ручаёвского сельсовета Лоевского, с 25 декабря 1962 года Брагинского, с 30 июля 1966 года Лоевского районов Речицкого, с 9 июня 1927 года Гомельского (до 26 июля 1930 года) округов, с 20 февраля 1938 года Гомельской области.
В 1930 году работали начальная школа, изба-читальня, отделение потребительской кооперации. В 1931 году организован колхоз имени СНК БССР, работала кузница. Во время Великой Отечественной войны оккупанты создали в деревне свой гарнизон, который 8 сентября 1942 года был разгромлен партизанами. Каратели в 1943 году сожгли 93 двора и убили 8 жителей. В боях за освобождение деревни и окрестности погибли 608 советских солдат, в их числе Герой Советского Союза В. М. Лебедев (похоронены в братской могиле в центре деревни). Согласно переписи 1959 года центр совхоза «Заря». Расположены средняя школа, Дом культуры, библиотека, фельдшерско-акушерский пункт, ветеринарный участок, отделение связи, сапожная мастерская, магазин, детские ясли-сад.
В состав Ручаёвского сельсовета входили до 1938 года посёлок Гребенистое, до 1962 года посёлок Погольное (до 1938 года называлась деревня Кривин), которые сейчас не существуют.

## Население

### Численность
- 1999 год — 133 хозяйства, 372 жителя

### Динамика
- 1834 год — 23 двора
- 1850 год — 27 дворов, 177 жителей
- 1885 год — 67 дворов, 469 жителей
- 1897 год — 66 дворов, 533 жителя (согласно переписи)
- 1908 год — 104 двора, 602 жителя
- 1930 год — 69 дворов, 399 жителей
- 1940 год — 103 двора, 496 жителей
- 1959 год — 420 жителей (согласно переписи)
- 1999 год — 133 хозяйства, 372 жителя

## Культура
- Дом культуры
- Музей народной славы ГУО «Ручаёвская средняя школа имени И. И. Мельникова»

## Известные уроженцы
- Горбацевич, Игорь Семёнович — государственный деятель, финансист.
- Лемещенко, Сергей Дмитриевич — Герой Социалистического Труда, заслуженный зоотехник БССР.